# Acacia yunnanensis
Acacia yunnanensis é uma espécie de leguminosa do gênero Acacia, pertencente à família Fabaceae.